# Obywatel John Doe
Obywatel John Doe (ang. Meet John Doe) – amerykański film z 1941 roku w reżyserii Franka Capry.

## Nagrody i nominacje
| Nagroda | Wygrane       | Nominacje                                                                                    |
| ------- | ------------- | -------------------------------------------------------------------------------------------- |
| Oscar   | bez rezultatu | 1942: Najlepsze oryginalne materiały do scenariusza Richard Connell oraz Robert Presnell Sr. |

## Wyróżnienia
| Rok wyróżnienia | Amerykański Instytut Filmowy                             | Miejsce     |
| --------------- | -------------------------------------------------------- | ----------- |
| 2006            | Lista 100 najbardziej inspirujących filmów wszech czasów | 49. miejsce |

## Obsada
- Gary Cooper jako John Doe
- Barbara Stanwyck jako Ann Mitchell
- Edward Arnold jako  D.B. Norton
- Walter Brennan jako pułkownik
- Spring Byington jako pani Mitchell
- James Gleason jako Henry Connell
- Gene Lockhart jako burmistrz Lovett
- Rod La Rocque jako Ted Sheldon
- Irving Bacon jako "Beanie"
- Regis Toomey jako Bert Hansen
- Stanley Andrews jako człowiek z Zachodu
- Sterling Holloway jako Dan
- Harry Davenport jako były właściciel gazety (niewymieniony w czołówce)